# Città di Grado Tennis Cup

## Storia
Il Città di Grado Tennis Cup, chiamato in passato anche Torneo Internazionale Femminile Città di Grado, è un torneo professionistico di tennis giocato annualmente su campi in terra rossa di Grado, in Italia.
Ha fatto parte dell'ITF Women's Circuit dalla sua introduzione nel 1998 fino al 2024. Nel 2025, il torneo è entrato a far parte della categoria WTA 125. 
Nessuna tennista ha finora vinto due volte il torneo nella stessa disciplina. Le bielorusse Tatsiana Uvarova e Dar"ja Kustova sono le uniche ad aver trionfato nello stesso anno sia nel singolare che nel doppio, rispettivamente nel 2005 e 2007.

## Albo d'oro

### Singolare
| Anno | Categoria   | Campionessa               | Finalista               | Punteggio        |
| ---- | ----------- | ------------------------- | ----------------------- | ---------------- |
| 1998 | ITF $10,000 | Evelyn Fauth              | Andreea Vanc            | 6(4)–7, 6–1, 6–1 |
| 1999 | ITF $25,000 | Flavia Pennetta           | Martina Suchá           | 1–6, 6–4, 7–5    |
| 2000 | ITF $25,000 | Gisela Riera              | Flora Perfetti          | 6–2, 6–4         |
| 2001 | ITF $25,000 | Valentina Sassi           | Antonella Serra Zanetti | 6–3, 7–5         |
| 2002 | ITF $25,000 | Edina Gallovits           | Bahia Mouhtassine       | 6–3, 6–3         |
| 2003 | ITF $25,000 | Martina Suchá             | Catalina Castaño        | 6–1, 6–2         |
| 2004 | ITF $25,000 | Nuria Llagostera Vives    | Paula García            | 5–7, 6–2, 6–1    |
| 2005 | ITF $25,000 | Tatsiana Uvarova          | Yuan Meng               | 6–4, 6–4         |
| 2006 | ITF $25,000 | Sanja Ančić               | Ana Vrljić              | 6–4, 3–6, 6–4    |
| 2007 | ITF $25,000 | Dar"ja Kustova            | Angelika Rösch          | 6–2, 3–6, 6–2    |
| 2008 | ITF $25,000 | Patricia Mayr             | Jasmina Tinjić          | 6–4, 7–6(1)      |
| 2009 | ITF $25,000 | Karolína Plíšková         | Julia Schruff           | 7–6(2), 7–5      |
| 2010 | ITF $25,000 | Anna Tatišvili            | Ana Jovanović           | 6(3)–7, 6–3, 6–4 |
| 2011 | ITF $25,000 | Ajla Tomljanović          | Alexandra Cadanțu       | 6–2, 6–4         |
| 2012 | ITF $25,000 | Maria Elena Camerin       | Yvonne Meusburger       | 6–2, 6–3         |
| 2013 | ITF $25,000 | Yvonne Meusburger         | Katarzyna Piter         | 6–2, 6(2)–7, 6–3 |
| 2014 | ITF $25,000 | Gioia Barbieri            | Kateryna Kozlova        | 6–4, 4–6, 6–4    |
| 2015 | ITF $25,000 | Katarzyna Piter           | Kristína Schmiedlová    | 6–3, 6–0         |
| 2016 | ITF $25,000 | Ana Bogdan                | Susanne Celik           | 2–6, 6–2, 7–6(1) |
| 2017 | ITF $25,000 | Anna Karolína Schmiedlová | Martina Trevisan        | 2–6, 6–2, 6–4    |
| 2018 | ITF $25,000 | Çağla Büyükakçay          | Martina Di Giuseppe     | 6–2, 6–2         |
| 2019 | ITF $25,000 | Rebecca Šramková          | Jaqueline Cristian      | 7–6(3), 3–1 rit. |
| 2020 | ITF $25,000 | Sina Herrmann             | Lara Salden             | 6–4, 7–5         |
| 2021 | ITF $25,000 | Nuria Párrizas Díaz       | Nuria Brancaccio        | 6–3, 5–7, 6–2    |
| 2022 | ITF $60,000 | Elisabetta Cocciaretto    | Ylena In-Albon          | 6–2, 6–2         |
| 2023 | ITF $60,000 | Julija Hatoŭka            | Lucie Havlíčková        | 2–6, 6–3, 6–1    |
| 2024 | ITF $60,000 | Francesca Jones           | Kathinka von Deichmann  | 6–1, 7–5         |
| 2025 | WTA 125     | Tereza Valentová          | Barbora Palicová        | 6-2, 4-6, 6-1    |

### Doppio
| Anno | Categoria   | Campionesse                                 | Finaliste                                          | Punteggio        |
| ---- | ----------- | ------------------------------------------- | -------------------------------------------------- | ---------------- |
| 1998 | ITF $10,000 | Marijana Kovačević Maja Palaveršić          | Vanina Casanova Andreea Vanc                       | 3–6, 6–3, 6–1    |
| 1999 | ITF $25,000 | Lea Ghirardi Noëlle van Lottum              | Flavia Pennetta Tracy Almeda-Singian               | 1–6, 6–4, 6–4    |
| 2000 | ITF $25,000 | Vanessa Menga Alicia Ortuño                 | Lourdes Domínguez Lino María José Martínez Sánchez | 3–6, 7–5, 6–1    |
| 2001 | ITF $25,000 | Jelena Kostanić Magda Mihalache             | Renata Kučerová Eva Martincová                     | 5–7, 6–3, 7–5    |
| 2002 | ITF $25,000 | Gloria Pizzichini Hana Šromová              | Sandra Načuk Natacha Randriantefy                  | 6–3, 7–5         |
| 2003 | ITF $25,000 | Mervana Jugić-Salkić Darija Jurak           | Laura Dell'Angelo Giorgia Mortello                 | 2–6, 6–3, 6–0    |
| 2004 | ITF $25,000 | Rosa María Andrés Rodríguez Andreea Vanc    | Klaudia Jans Alicja Rosolska                       | 6–2, 6–2         |
| 2005 | ITF $25,000 | Marija Kondrat'eva Tatsiana Uvarova         | Daniella Dominikovic Dar"ja Kustova                | 6–1, 3–6, 7–5    |
| 2006 | ITF $25,000 | Tiffany Dabek Chanelle Scheepers            | Mailyne Andrieux Nika Ožegović                     | 6–4, 4–6, 7–6(3) |
| 2007 | ITF $25,000 | Stefania Chieppa Dar"ja Kustova             | Ana Veselinović Christina Wheeler                  | 7–5, 6–3         |
| 2008 | ITF $25,000 | Mariana Duque Mariño Melanie Klaffner       | Marinne Giraud Christina Wheeler                   | 6–1, 6–2         |
| 2009 | ITF $25,000 | Anikó Kapros Sandra Klemenschits            | Jorgelina Cravero Anna Tatišvili                   | 6–3, 6–0         |
| 2010 | ITF $25,000 | Han Xinyun Lu Jingjing                      | Karina Pimkina Marta Sirotkina                     | 1–6, 6–4, [10–8] |
| 2011 | ITF $25,000 | María Irigoyen Ekaterina Ivanova            | Liu Wanting Sun Shengnan                           | 6–3, 6–0         |
| 2012 | ITF $25,000 | Margalit'a Chakhnashvili Ekaterine Gorgodze | Claudia Giovine Anastasia Grymalska                | 7–6(2), 7–6(1)   |
| 2013 | ITF $25,000 | Yurika Sema Zhou Yimiao                     | Viktorija Golubic Diāna Marcinkēviča               | 1–6, 7–5, [10–7] |
| 2014 | ITF $25,000 | Verónica Cepede Royg Stephanie Vogt         | Lara Arruabarrena Florencia Molinero               | 6–4, 6–2         |
| 2015 | ITF $25,000 | Viktorija Golubic Beatriz Haddad Maia       | Sharon Fichman Katarzyna Piter                     | 6–3, 6–2         |
| 2016 | ITF $25,000 | Catalina Pella Daniela Seguel               | Başak Eraydın Alice Matteucci                      | 6–2, 7–6(8)      |
| 2017 | ITF $25,000 | Julia Glushko Priscilla Hon                 | Tereza Mrdeža Conny Perrin                         | 7–5, 6–2         |
| 2018 | ITF $25,000 | Giorgia Marchetti Alice Matteucci           | Naiktha Bains Rika Fujiwara                        | 6–0, 6–4         |
| 2019 | ITF $25,000 | Anna Danilina Réka Luca Jani                | Akgul Amanmuradova Cristina Dinu                   | 6–2, 6–3         |
| 2020 | ITF $25,000 | Anna Bondár Fanny Stollár                   | Federica Di Sarra Camilla Rosatello                | 7–5, 6–2         |
| 2021 | ITF $25,000 | Lucia Bronzetti Isabella Šinikova           | Federica Di Sarra Camilla Rosatello                | 6–4, 2–6, [10–8] |
| 2022 | ITF $60,000 | Alëna Fomina-Klotz Dalila Jakupović         | Eudice Chong Liang En-shuo                         | 6–1, 6–4         |
| 2023 | ITF $60,000 | Emily Appleton Julia Lohoff                 | Sof'ja Lansere Anna Sisková                        | 3–6, 6–4, [10–9] |
| 2024 | ITF $60,000 | Jessie Aney Lena Papadakis                  | Yvonne Cavallé Reimers Aurora Zantedeschi          | 6–4, 7–5         |
| 2025 | WTA 125     | Quinn Gleason Ingrid Martins                | Veronika Erjavec Dominika Šalková                  | 6-2, 5-7, [10-5] |